# Pulau Sempu
Pulau Sempu är en ö i Indonesien.   Den ligger i provinsen Jawa Timur, i den västra delen av landet, 700 km öster om huvudstaden Jakarta. Arean är 10,6 kvadratkilometer.
Terrängen på Pulau Sempu är platt. Öns högsta punkt är 88 meter över havet. Den sträcker sig 3,9 kilometer i nord-sydlig riktning, och 4,0 kilometer i öst-västlig riktning.